# Adenauerbuche

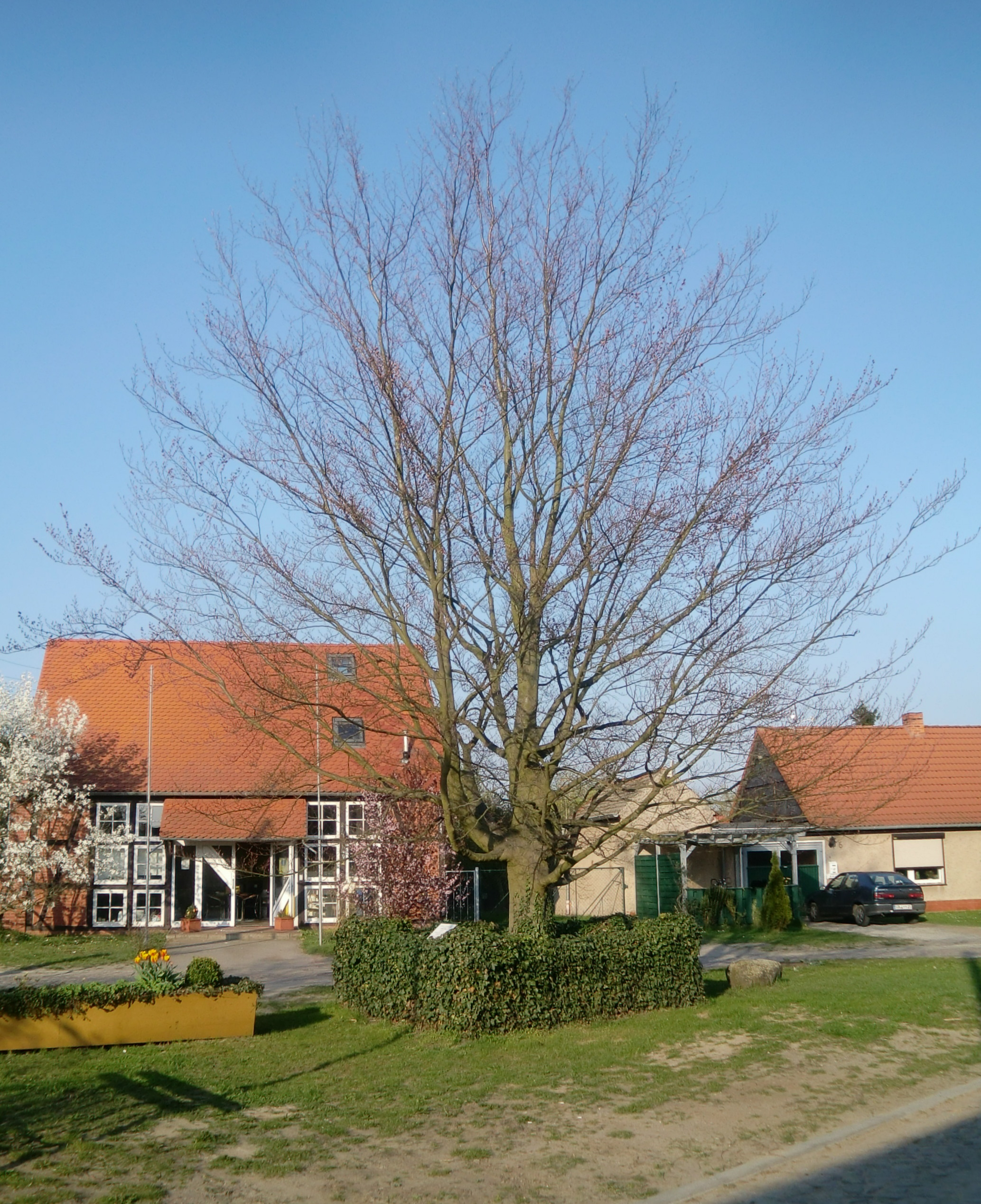
Adenauerbuche im April 2009

Die Adenauerbuche ist eine Blutbuche im zur Stadt Tangermünde gehörenden Dorf Miltern in der Altmark in Sachsen-Anhalt.

## Lage
Der Baum steht im nördlichen Teil Milterns an einer platzartigen Erweiterung der Straße Oberster Weg.

## Geschichte
Die Buche wurde am 25. April 1967, dem Tag der Beisetzung des kurz zuvor verstorbenen ehemaligen westdeutschen Bundeskanzlers Konrad Adenauer, vom Milterner Schmiedemeister Ernst Linke im Dorf gepflanzt. Eine besondere Bedeutung der Pflanzung machte er, Miltern gehörte zur damals sozialistischen DDR, nicht publik. Nach der politischen Wende in der DDR und der nachfolgenden Wiedervereinigung wurde 1992 zum 25. Jahrestag der Pflanzung, als ursprünglicher, zunächst verdeckter Anlass der Baumpflanzung die Ehrung Adenauers bekannt gemacht. Später wurde ein auf Adenauer und die Geschichte des Baums verweisendes Schild am Baum aufgestellt. Eine über die Wertschätzung Ernst Linkes für Adenauer hinausgehende Verbindung Milterns zu Konrad Adenauer besteht nicht.